# Paio Soares de Taveirós
Paio Soares de Taveirós (XIII wiek) – poeta portugalski. Był jednym z najbardziej znanych trubadurów. Był aktywny w pierwszych dekadach wieku XIII.